# CPanel

A cPanel egy webkiszolgáló vezérlő felület, amelyet a cPanel, LLC fejlesztett ki. Grafikus felhasználói felületet (GUI) és automatizálási eszközöket biztosít, amelyek célja, hogy a weboldal tulajdonosának vagy kezelőjének leegyszerűsítse a webtárhelyének kezelését. Lehetővé teszi az adminisztrációt egy hagyományos böngészőn keresztül egy háromszintű struktúra segítségével. Míg a cPanel egyetlen tárhely fiók kezelésére korlátozódik, a cPanel & WHM lehetővé teszi a teljes szerver adminisztrációját.
A GUI mellett a cPanel parancssori és API-alapú hozzáféréssel is rendelkezik, amely lehetővé teszi harmadik féltől származó szoftvergyártók, webtárhely szolgáltatás és fejlesztők számára a szabványos rendszerfelügyeleti folyamatok automatizálását. cPanel & WHM dedikált szerverként vagy virtuális privát szerverként való működésre készült. A cPanel & WHM legújabb verziója támogatja a telepítést CentOS 7, AlmaLinux, Rocky Linux, CloudLinux OS és legújabban Ubuntu operációs rendszerekre.

## Történet
A cPanelt jelenleg a cPanel, L.L.C., egy magántulajdonban lévő vállalat fejleszti, amelynek székhelye Houstonban, Texasban, az Egyesült Államokban található.
A cPanel eredetileg a Speed Hosting nevű (ma már nem létező) cég számára készült kezelő felületnek. Az eredeti szerző J. Nicholas Koston volt, akinek érdekeltsége volt a Speed Hosting-ban. A Web King gyorsan használni kezdte a cPanel-t miután összeolvadt a Speed Hosting-gal. A Speed Hosting és a Web King összeolvadása után az új cég szervereit a Virtual Development Inc-hez (VDI), ma már nem működő szerver központba vitték. Egy a J. Nick Koston és a VDI között létrejött megállapodás során csak a VDI ügyfelei használhatták a cPanelt. Ebben az időben kicsi volt a verseny a kezelőfelületek terén, a két fő választás a VDI és az Alabanza volt. A cPanel 3 1999-ben jelent meg; a cPanel 2-höz képest a legfőbb változás az automatikus upgrade funkció és a Web Host Manager volt.
A cPanel 3 hajlamos volt hibázni és nem volt jó felhasználói felülete. A felület akkor fejlődött tovább, amikor Carlos Rego a Wizards Hostingtól készített egyet és a cPanel alaptémájává vált. Végül belső problémák léptek fel a VDI és J. Nick Koston között, és a cPanel két különböző programra bomlott cPanel és WebPanel néven. a WebPanel volt a VDI által futtatott verzió. Fő programozó nélkül a VDI képtelen volt bármilyen fejlesztésre a cPanelen és végül teljesen megszüntették a támogatását. J. Nick Koston folytatta a munkát a cPanel-en miközben a BurstNET-nél is dolgozik. Végül Nick jó idő múlva otthagyja a BurstNET-t, hogy teljesen a cPanellal foglalkozhasson. A cPanel folyamatosan frissül és fejlődik az évek alatt. Mára egy stabil, megbízható kezelőfelületté vált.
2018. augusztus 20-án a cPanel L.L.C. bejelentette, hogy megállapodást írt alá arról, hogy az Oakley Capital által vezetett csoport (amely egyben a Plesk, WHMCS és a SolusVM tulajdonosa is) felvásárolja.

## Kiegészítők
A felhasználók számára a cPanel kezelőfelületet biztosít számos gyakori művelethez, többek között a PGP kulcsok kezelése, crontab feladatok, mail és FTP felhasználók, levelező listák.
Számos kiegészítő megvásárolható, az egyik legnépszerűbb a Fantastico, egy szkriptcsomag, mely automatizálja webes alkalmazások telepítését (a frissítéseket nem), olyanokat mint a WordPress, SMF, phpBB, Drupal, Joomla!, TikiWiki CMS/Groupware, Moodle és több mint 50 másikat.
A cPanel néhány programcsomagot elkülönítve kezel az operációs rendszertől, automatikusan elvégzi a frissítéseket az Apache, PHP, MySQL szervereken, és a hozzájuk kapcsolódó csomagokon.

## WHM (Web Host Manager)
A WHM (mely a WebHost Manager rövidítése), egy webes, böngészőben elérhető eszköz, amelyet a szerver kezelésére lehet használni. A WHM-nek legalább két szintje van, gyakran "root WHM"-nek és nem root WHM-nek (vagy Reseller, viszonteladói WHM-nek) nevezik. A root WHM-et a szerveradminisztrátorok vagy rendszergazdák használják, a nem root WHM-et (kevesebb jogosultsággal) pedig mások, például a viszonteladók használják a webszervereken gyakran cPanel-fiókként említett tárhely fiókok kezelésére. A WHM-et használják továbbá SSL-tanúsítványok (mind a szerver saját maga által generált, mind a hitelesítésszolgáltató által biztosított SSL-tanúsítványok), cPanel-felhasználók, tárhelycsomagok, DNS-zónák, sablonok és hitelesítési módszerek kezelésére. A cPanel által biztosított alapértelmezett automatikus SSL (AutoSSL) a Sectigo (korábban Comodo CA) segítségével működik. A WHM emellett a szerveren lévő FTP, Mail (POP, IMAP és SMTP) és SSH szolgáltatások kezelésére is használható.
Amellett, hogy a WHM a root rendszergazda számára is elérhető, a viszonteladói jogosultságokkal rendelkező felhasználók számára is elérhető. A cPanel viszonteladói felhasználói a root felhasználóknál kevesebb jogosultsággal és funkcióval rendelkeznek, amelyeket általában a szerver adminisztrátora korlátoz, olyan funkciókra, amelyekről ő határozza meg, hogy inkább az ügyfeleik fiókjait, mint a szerver egészét érintik. A WHM root felhasználóból a szerveradminisztrátor olyan karbantartási műveleteket végezhet, mint például az Apache és a PHP frissítése és újrafordítása, Perl modulok telepítése és a rendszerre telepített csomagok, rendszer komponensek frissítése.

## Fordítás
- Ez a szócikk részben vagy egészben  a   CPanel című angol Wikipédia-szócikk ezen változatának fordításán alapul.  Az eredeti cikk szerkesztőit annak laptörténete sorolja fel. Ez a jelzés csupán a megfogalmazás eredetét és a szerzői jogokat jelzi, nem szolgál a cikkben szereplő információk forrásmegjelöléseként.